# Aleksandr Tarapovsky
Aleksandr Andreyevich Tarapovsky (tiếng Nga: Александр Андреевич Тараповский; sinh ngày 15 tháng 2 năm 1997) là một cầu thủ bóng đá người Nga thi đấu cho FC Avangard Kursk.

## Sự nghiệp câu lạc bộ
Anh có màn ra mắt tại Giải bóng đá chuyên nghiệp quốc gia Nga cho FC Avangard Kursk vào ngày 7 tháng 5 năm 2017 trong trận đấu với FC Ryazan.